# Frontenac (Missouri)
Frontenac ist eine Stadt mit dem Status „City“ im St. Louis County im US-Bundesstaat Missouri. Das U.S. Census Bureau hat bei der Volkszählung 2020 eine Einwohnerzahl von 3.612 ermittelt.

## Geographie
Die Koordinaten von Frontenac liegen bei 38°38'2" nördlicher Breite und 90°25'4" westlicher Länge.
Nach Angaben der United States Census 2010 erstreckt sich das Stadtgebiet von Frontenac über eine Fläche von 7,46 Quadratkilometer (2,88 sq mi). Frontenac grenzt im Norden an Creve Coeur, im Westen an Town and Country, Crystal Lake Park und Des Peres, im Süden an Kirkwood und im Osten an Ladue und Huntleigh.

## Bevölkerung
Nach der United States Census 2010 lebten in Frontenac 3482 Menschen verteilt auf 1267 Haushalte und 1036 Familien. Die Bevölkerungsdichte betrug 466,8 Einwohner pro Quadratkilometer (1209,0/sq mi).
Die Bevölkerung setzte sich 2010 aus 90,1 % Weißen, 2,6 % Afroamerikanern, 0,1 % amerikanischen Ureinwohnern, 5,6 % Asiaten, 0,3 % aus anderen ethnischen Gruppen und 1,2 % mit zwei oder mehr Ethnien zusammen. Bei 1,5 % der Bevölkerung handelte es sich um Hispanics oder Latinos. Von den 1036 Haushalten lebten in 34,6 % Kinder unter 18 und in 8,6 % der Haushalten lebten Personen über 65.
Von den 3482 Einwohnern waren 24,9 % unter 18 Jahre, 5,3 % zwischen 18 und 24 Jahren, 13,1 % zwischen 25 und 44 Jahren, 35,5 % zwischen 45 und 64 Jahren und in 21,3 % der Menschen waren 65 Jahre oder älter. Das Durchschnittsalter betrug 49,2 Jahre und 47,6 % der Einwohner waren männlich.

## Belege
1. ↑  Explore Census Data Total Population in Frontenac city, Missouri. Abgerufen am 2. Februar 2023.
2. ↑   United States Census
3. ↑   American Fact Finder